# Peruri 88
 (2014).
Peruri 88 est un projet de gratte-ciel à Jakarta en Indonésie. Les travaux devaient débuter en 2014 pour s'achever en 2019. L'immeuble aurait atteint alors 389 mètres de hauteur pour 88 étages. Sa structure consiste en un enchevêtrement de blocs de tailles et de formes variées surmontés d'une végétation tropicale.
En 2022, le projet en est toujours au stade de la conception.